# پتنجلی آیروید
پتانجلی (انگلیسی: Patanjali) شرکت صنایع غذایی هندی است، که در سال ۲۰۰۶ تأسیس شد.